# Storytelling (film)
Storytelling è un film del 2001 del regista Todd Solondz, presentato nella sezione Un Certain Regard al 54º Festival di Cannes.

## Trama
Due storie. La prima, intitolata "Fiction", Finzione vede una ragazza di fronte alla scrittura letteraria di un corso universitario. Dopo l'insuccesso del suo primo racconto scriverà del violento rapporto sessuale avuto con l'insegnante di colore.
La seconda, "Not-Fiction", Non-Finzione, narra di una famiglia sconvolta da un dilettante e ambizioso videomaker che pretende di fare un documentario sui giovani alle prese con l'università. Uno dei figli del capofamiglia, diventa il protagonista del documentario ma rimarrà solo dopo la vendetta della cameriera ingiustamente licenziata.